# 王定华
王定华（1963年—），男，河南上蔡人，中国教育家，教育学博士，教授，国家督学，现任北京外国语大学党委书记。

## 生平
1984年毕业于河南大学教育系学校教育专业，1986年取得河北大学教育系比较教育专业硕士学位；1986年进入河南大学教育系执教；1994年取得河北大学教育系外国教育史专业博士学位。
1994年进入国家教委基础教育司工作。2012年任教育部基础教育一司司长。2016年任教育部教师工作司司长。
2018年3月任北京外国语大学党委书记。

## 头衔
- 教育部普通高等学校师范类专业认证专家委员会副主任委员
- 全国高等学校设置评议委员会委员